# František Xaver z Khevenhüller-Metsche
Jan František Xaver Antonín hrabě z Khevenhüller-Metsche (německy Johann Franz Xaver Anton Graf von Khevenhüller-Metsch, 3. července 1737, Řezno – 22. prosince 1797, Vídeň) byl rakouský šlechtic politik a dvořan. Od mládí působil ve státních službách a zastával vysoké úřady ve správě korunních zemí v Rakousku, krátce před svou smrtí se stal nejvyšším maršálkem císařského dvora (1797). Sňatkem získal na Moravě panství Zlín, kde s manželkou podnikl přestavbu zámku. Kromě toho vlastnil statky ve Štýrsku a byl rytířem Řádu zlatého rouna.

## Životopis

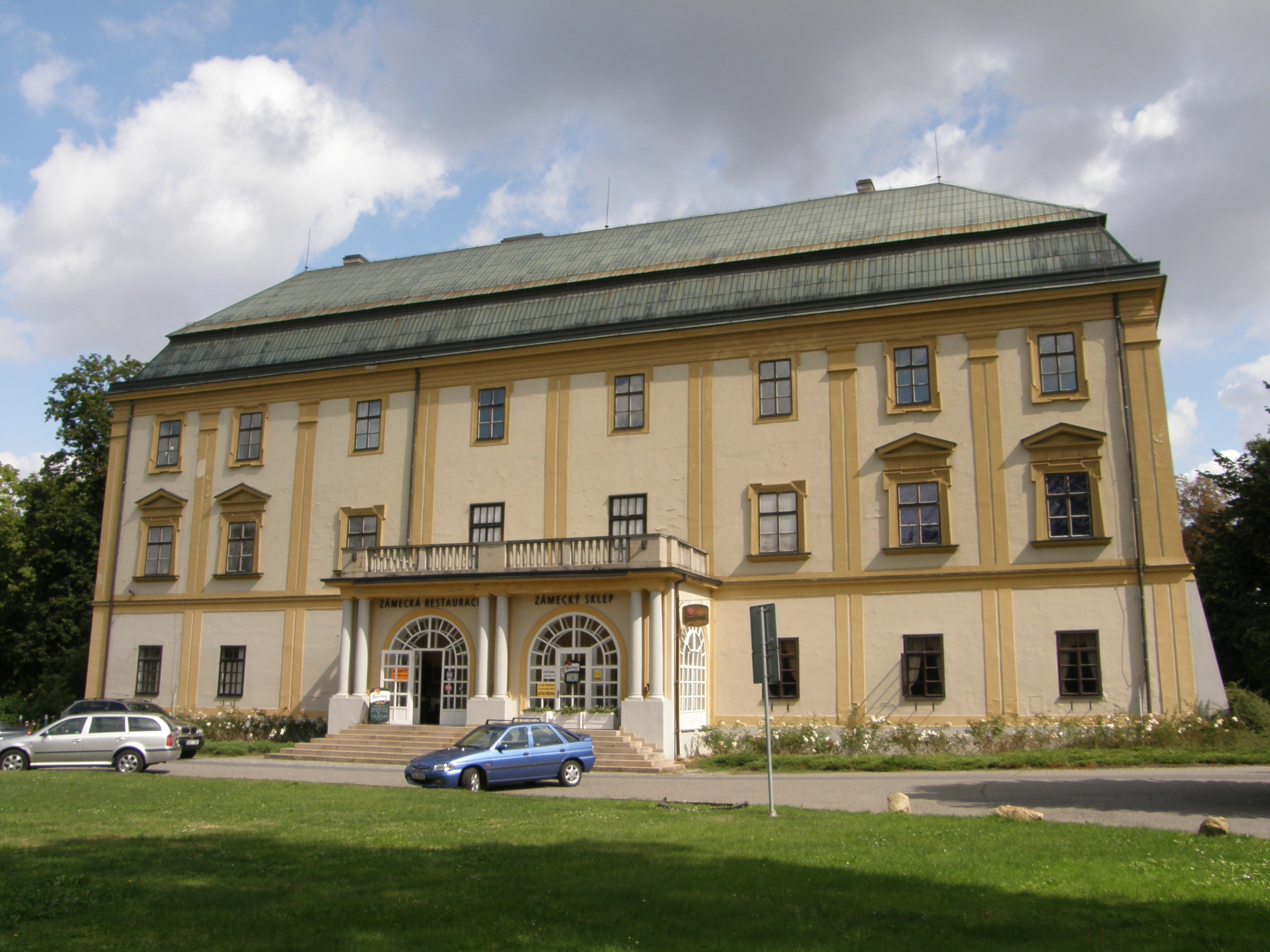
Zámek Zlín, majetek Františka Xavera z Khevenhüller-Metsche od roku 1777

Pocházel z rakouské šlechtické rodiny Khevenhüllerů, která od roku 1763 s knížecím titulem pro hlavu rodu užívala jméno Khevenhüller-Metsch. Narodil se jako třetí syn císařského nejvyššího hofmistra knížete Jana Josefa z Khevenhülleru (1706–1776). Již v roce 1757 byl jmenován císařským komorníkem, v roce 1760 se stal říšským dvorním radou a od roku 1764 byl radou dvorské komory, v roce 1769 obdržel titul tajného rady. V letech 1773–1774 a 1782–1790 byl zemským hejtmanem v Korutanech, mezitím působil také u státních úřadů ve Vídni. V roce 1782 získal Řád zlatého rouna. V letech 1791–1797 byl zemským maršálkem v Dolních Rakousích a nakonec byl jmenován nejvyšším maršálkem císařského dvora (1797), zemřel však nedlouho poté.

## Rodina
V roce 1763 se oženil s hraběnkou Marií Terezií z Rottalu (1742–1777), jednou z dědiček vymřelého rodu Rottalů. Manželé převzali panství Zlín, příležitostně obývali zlínský zámek a nechali jej přestavět. Po ovdovění se František Xaver stal samostatným majitelem zlínského panství (1777). Z jejich manželství pocházelo pět dětí, z toho jediný syn Jan Josef František (1765–1806), po jehož smrti byl Zlín prodán. Nejstarší dcera Marie Karolína (1764–1811) byla manželkou generála knížete Františka Orsiniho z Rosenbergu (1761–1832), další dcera Marie Anna (1770–1849) se provdala za prince Karla z Lichtenštejna (1765–1795) z moravskokrumlovské větve Lichtenštejnů.
Františkův starší bratr kníže Jan Zikmund z Khevenhüller-Metsche (1732–1801) byl diplomatem, vyslancem v Portugalsku a Sardinii, další bratr Jan Josef (1733–1792) sloužil v armádě a dosáhl hodnosti c. k. polního podmaršála. Jejich švagrem byl významný politik hrabě Leopold Vilém Krakowský z Kolowrat.